# ヴャチェスラフ・ズードフ
ヴャチェスラフ・ドミートリエヴィチ・ズードフ（ロシア語: Вячесла́в Дми́триевич Зу́дов、1942年1月8日 - 2024年6月12日）は、ソビエト連邦の宇宙飛行士。

## 経歴
1963年にバラショフの高等軍事飛行士学校（Higher Military Pilot School）を卒業し、1979年ガガーリン空軍学校を卒業。ソ連空軍での階級は大佐だった。
1965年10月23日に宇宙飛行士に選抜され、1976年にソユーズ23号に搭乗し、これが唯一の宇宙飛行となる。
1987年5月14日に引退し、民間の科学者として勤務した。現在は全ての職を辞めている。
2024年6月12日に死去。82歳没。